# Cavinulaceae
Famille
Les Cavinulaceae sont une famille d'algues de l'embranchement des Bacillariophyta (Diatomées), de la classe des Bacillariophyceae et de l’ordre des Naviculales.

## Étymologie
Le nom de la famille vient du genre type Cavinula, composé du préfixe cav‑ creux, et du suffixe latin ‑ula, petite, littéralement « petite cavité », probablement en référence à la cavité centrale que montre l'espèce holotype Cavinula cocconeiformis.

## Liste des genres
Selon AlgaeBase (15 mai 2022) :
- Cavinula D.G.Mann & A.J.Stickle, 1990

## Systématique
Le nom correct complet (avec auteur) de ce taxon est Cavinulaceae D.G.Mann.
L'espèce holotype Cavinula cocconeiformis avait été précédemment décrite, en 1855, par Robert Greville sous le nom de Navicula cocconeiformis.